# 2 Hearts (Toto)
2 Hearts è una canzone della rock band Toto, terzo singolo estratto dall'album Kingdom of Desire.

## Informazioni
Il brano fu scritto dalla band il 1º maggio 1991, ebbe un buon successo commerciale, infatti come singolo si posizionò al numero quindici nell'ARIA Charts. Il brano è un classico brano fra l'Hard rock e l'AOR, ma anche con la dolcezza della classica Ballad Rock, come background vocals ospite in studio troviamo Richard Page, che collaborò in molte parti dell'album Kingdom of Desire.

## Videoclip
Come già detto, nei mesi precedenti morì Jeff Porcaro, per cui il video mostra la band live a Montreux, al Jazz Festival, che di fatto fu l'ultimo live di Jeff.

## Tracce

### Versione Mondiale
1. 2 Hearts
2. How Many Times

### Versione Estesa
1. 2 Hearts
2. How Many Times
3. Never Enough

## Formazione
- Steve Lukather - chitarra elettrica e voce principale
- Richard Page - voce secondaria
- David Paich - tastiera e voce secondaria
- Steve Porcaro - tastiera (non compare nel videoclip)
- Mike Porcaro - basso elettrico
- Jeff Porcaro - batteria, percussioni